# Rommelkruid
Rommelkruid is een mengsel van een aantal kruiden en specerijen, zoals zoethoutwortel, suiker, nootmuskaat, anijs, kaneelkoppen, kruidnagel, peper, foelie, gemberpoeder en sandelhout. Het wordt onder andere gebruikt bij de bereiding van balkenbrij, Rotterdamse kruidbroodjes en sommige koekjes. De naam rommelkruid is terug te voeren op het mengsel van de restanten die achterbleven in specerijzakken die gebruikt werden in de groothandel.
Het kruidenmengsel is bijna niet meer kant-en-klaar in de winkel verkrijgbaar, maar via internet wordt het nog wel verkocht. Rommelkruid kan ook zelf gemaakt worden door de gemalen specerijen zelf te mengen. De verhoudingen zijn streekgebonden, afhankelijk van de eigen voorkeur én afhankelijk van waarvoor het mengsel gaat worden gebruikt. Een eenvoudige versie bestaat uit twee theelepels gemalen zwarte peper, een theelepel geraspte nootmuskaat, een halve theelepel kruidnagelpoeder, en een halve theelepel gestampt anijszaad.
De samenstelling van het mengsel bepaalt de kleur die het aan het eten geeft. De Rotterdamse kruidbroodjes en balkenbrij worden rood gekleurd; wordt er meer kruidnagel toegevoegd aan het rommelkruid, dan wordt het product grijzer van tint.